# Домен Чрнигой
Домен Чрнигой (словен. Domen Črnigoj, нар. 18 листопада 1995, Копер) — словенський футболіст, півзахисник клубу «Венеція», що на правах оренди виступає за «Салернітану».
Виступав, зокрема, за клуб «Копер», а також національну збірну Словенії.
Володар Кубка Словенії. Володар Суперкубка Словенії.

## Клубна кар'єра
У дорослому футболі дебютував 2012 року виступами за команду клубу «Копер», в якій провів три сезони, взявши участь у 89 матчах чемпіонату. Більшість часу, проведеного у складі «Копера», був основним гравцем команди.
До складу клубу «Лугано» приєднався 2015 року. Всього відіграв за команду з Лугано 113 матчів в національному чемпіонаті.
21 серпня 2020 підписав контракт з італійською «Венецією».

## Виступи за збірні
2011 року дебютував у складі юнацької збірної Словенії, взяв участь у 18 іграх на юнацькому рівні, відзначившись 5 забитими голами.
Протягом 2014–2016 років залучався до складу молодіжної збірної Словенії. На молодіжному рівні зіграв у 12 офіційних матчах.
2018 року дебютував в офіційних матчах у складі національної збірної Словенії.

## Титули і досягнення
- Володар Кубка Словенії (1):

«Копер»: 2014–2015
- Володар Суперкубка Словенії (1):

«Копер»: 2015